# Камышевка (Липецкая область)
Камышевка — село в Задонском районе Липецкой области России. Административный центр Камышевского сельсовета.

## Топоним
Название, вероятно, от слова камыши, которыми были покрыты берега Репца.

## География
Расположено на Среднерусской возвышенности, в южной части Липецкой области, в восточной части Задонского района, на левом берегу реки Репец.
Вытянута вдоль шоссе Задонск — Стебаево на 3 км.

## История
Селение Камышевка появилось не позднее XIX века.

## Население
| 2010 |
| ---- |
| 194  |

## Инфраструктура
Личное подсобное хозяйство с зоной сельскохозяйственного использования, индивидуальная застройка усадебного типа.
В Камышевке две школы — № 1 и 2.
Отделение почтовой связи № 399215.

## Транспорт
Село легкодоступно автотранспортом с автотрассы федерального значения М4 «Дон», проходящей с юга. Остановка общественного транспорта «Камышевка».